# لهيشات (لمنابهة)
لهيشات هو دُوَّار يقع بجماعة المنابهة، عمالة مراكش، جهة مراكش آسفي في المملكة المغربية. ينتمي الدوّار لمشيخة لمنابهة التي تضم 28 دوار. يقدر عدد سكانه بـ 427 نسمة حسب الإحصاء الرسمي للسكان والسكنى لسنة 2004.

## روابط خارجية
- البوابة الوطنية للجماعات الترابية نسخة محفوظة 12 مارس 2018 على موقع واي باك مشين.
- المندوبية السامية للتخطيط